# Data Definition Language
Die Data Definition Language (DDL; deutsch Datendefinitionssprache) ist ein Teil einer Datenbanksprache, der verwendet wird, um Datenstrukturen und verwandte Elemente zu beschreiben, zu ändern oder zu entfernen. Ursprünglich bezog sich DDL auf Datenbanksysteme, der Begriff wird aber heute auch in anderen Zusammenhängen verwendet. Als Datenbanksprache ist DDL die Datenbeschreibungssprache einer Datenbank.
Es existieren sehr unterschiedliche Ausprägungen der DDL (abhängig vom Verwendungszweck), Beispiele:
- In den historischen IMS-Datenbanken werden die Datenstrukturen und deren logische Sichten in Form einer höheren Assemblersprache definiert.
Beispiel: … SEGM NAME=PROJECT,PARENT=FIRM,BYTES=45 FIELD NAME=(PROJNO,SEQ,U),BYTES=6,START=1 …
- In SQL liegt sie (neben DML und DCL) in Form englischer Befehlsklauseln vor.
Beispiel: CREATE TABLE PROJECT ( PROJNO DECIMAL(6,0) NOT NULL PRIMARY KEY, …
- XML Schema ist eine DDL zur Beschreibung der Struktur von XML-Dokumenten.

Einige Software-Hersteller weisen auch Berechtigungselemente (z. B. GRANT) dem DDL-Begriff zu, diese gehören allerdings in der Theorie zur Data Control Language.
Zu unterscheiden ist eine DDL vom Begriff „Deklaration“: Während eine DDL im Allgemeinen zur Festlegung der Struktur von Daten in einem DBMS dient, wird das Festlegen der Format- und Strukturangaben für hauptspeicher-intern zu verarbeitende Daten – im Quelltext eines Computerprogramms, gemäß der Syntax einer Programmiersprache – als „Deklaration“ (zum Teil auch als Definition oder Spezifikation) bezeichnet.

## SQL
In der praktisch wichtigen Structured Query Language lautet die Syntax wie folgt:
```
CREATE
 
TABLE
 
Relation
 
(
 
(
Attribut
-
Definition
 
[
PRIMARY
 
KEY
])
+

    
[,
 
FOREIGN
 
KEY
 
(
 
Attribut
+
 
)
 
REFERENCES
 
Relation
 
(
 
Attribut
+
 
)]
 
)

DROP
 
TABLE
 
Relation

ALTER
 
TABLE
 
Relation
 
Alter
-
Definition

CREATE
 
INDEX
 
Index
-
Name
 
ON
 
Relation
 
(
 
Attribut
+
 
)

DROP
 
INDEX
 
Index
-
Name

CREATE
 
VIEW
 
Sicht
 
[(
 
Attribut
+
 
)]
 
AS
 
SFW
-
Block
 
[
WITH
 
CHECK
 
OPTION
]

DROP
 
VIEW
 
Sicht

```

- PRIMARY KEY und FOREIGN KEY sind Teil der SQL-89 IDL bzw. SQL-92 und werden von manchen Datenbanksystemen nicht unterstützt.
- Die Attribut-Definition enthält den Namen des Attributes, den Datentyp, sowie optionale Angaben wie NOT NULL. In SQL-92 können benutzerdefinierte Wertebereiche sowie Defaultwerte angegeben werden.
- Bei CREATE TABLE können ab SQL-92 außerdem mittels der CHECK-Klausel noch Integritätsbedingungen bei den Attributen oder für die Tabelle angegeben werden.
- Die Alter-Definition ist ADD Attribut-Definition. In SQL-92 gibt es noch ALTER Attribut Default-Wert oder DROP Attribut. Da SQL-92 sehr restriktiv bezüglich der ALTER-Anweisung ist, ist dies eine der Anweisungen, die von den Herstellern universell erweitert wurde, so dass beliebige Änderungen möglich sind wie durch eine Folge von DROP und ADD-Anweisungen.
- Bei der Definition einer Sicht können neue Attributnamen vergeben werden. SFW-Block ist eine beliebige SQL-Abfrage, WITH CHECK OPTION gibt an, ob gewisse Änderungsoperationen erlaubt sein sollen (vgl. Sichten). Eine ORDER BY Klausel ist in Sichtdefinitionen nicht zulässig, da Sichten wieder Relationen sind, und Relationen sind (Multi-)Mengen, also per Definition nicht sortiert.
- Die CREATE-Anweisung wird in modernen DBMS dazu benutzt, außer Relationen, Indizes und Sichten alle möglichen anderen Objekte zu kreieren.
- Der SQL-Standard definiert Indizes überhaupt nicht, so dass die entsprechenden CREATE INDEX und DROP INDEX Anweisungen immer produktspezifische Erweiterungen sind. Allerdings verwenden die meisten DBMS die gleiche oder eine sehr ähnliche Syntax.
- Mit WITH CHECK OPTION kann eine View (virtuelle Tabelle) definiert werden, um somit eine Kontrolle über die Veränderung der Daten zu ermöglichen, welche in einer View dargestellt werden und auch bearbeitet werden können. Durch diese Angabe wird festgelegt, dass Änderungen der View, die den in ihr nicht sichtbaren Teil einer Relation beeinflussen, in einem Test anhand der durch WHERE angegebenen Parameter erkannt und abgewiesen werden.

Beispiele:
```
CREATE
 
TABLE
 
Student
 
(

   
MatrNr
 
INT
 
NOT
 
NULL
 
PRIMARY
 
KEY
,

   
Name
 
varchar
(
50
)
 
NOT
 
NULL
)

```

Erzeugt die Tabelle namens Student mit den Spalten MatrNr und Name, wobei MatrNr der Primärschlüssel ist und in keiner der Spalten leere Felder erlaubt sind.
```
ALTER
 
TABLE
 
Student
 
ADD
 
Vorname
 
varchar
(
35
)

```

Definiert eine neue Spalte namens Vorname in der Tabelle Student.
```
DROP
 
TABLE
 
Student

```

Löscht die gesamte Tabelle Student.
```
CREATE
 
INDEX
 
idx_Name
 
ON
 
Student
 
(
Name
)

```

Legt einen Index auf die Spalte Name der Tabelle Student. Der Index bekommt die Bezeichnung idx_Name und beschleunigt die Suche nach Datensätzen in der Tabelle Student, wenn der Name als Suchkriterium angegeben wird.
```
DROP
 
index
 
idx_Name

```

Löscht den Index idx_Name.
```
CREATE
 
VIEW
 
alte_Freunde

AS
 
SELECT
 
Name
,
 
Vorname
,
 
Wohnort
,
 
Geburtstag

FROM
 
Freunde

WHERE
 
Geburtstag
 
<=
 
'1-JAN-1970'

WITH
 
CHECK
 
OPTION
;

```

Zeigt nur Freunde an, die vor dem 1. Januar 1970 geboren wurden und verhindert die Änderung auf Werte größer als der 1. Januar 1970 sowie das Neuanlegen eines Datensatzes mit einem ungültigen Wert.